# Janet Kagan
Janet Kagan, volledige naam Janet Megson Kagan, (1946-1 maart 2008) is een Amerikaans sciencefictionschrijfster. 
Haar  'novellette' The Nutcracker Coup won de Hugo Award in 1993. 